# (188721) 2005 UU
188721 (2005 UU) là một tiểu hành tinh vành đai chính được phát hiện ngày 23 tháng 10 năm 2005 bởi James Whitney Young ở Đài thiên văn Núi bàn gần Wrightwood, California.